# Здравоохранение

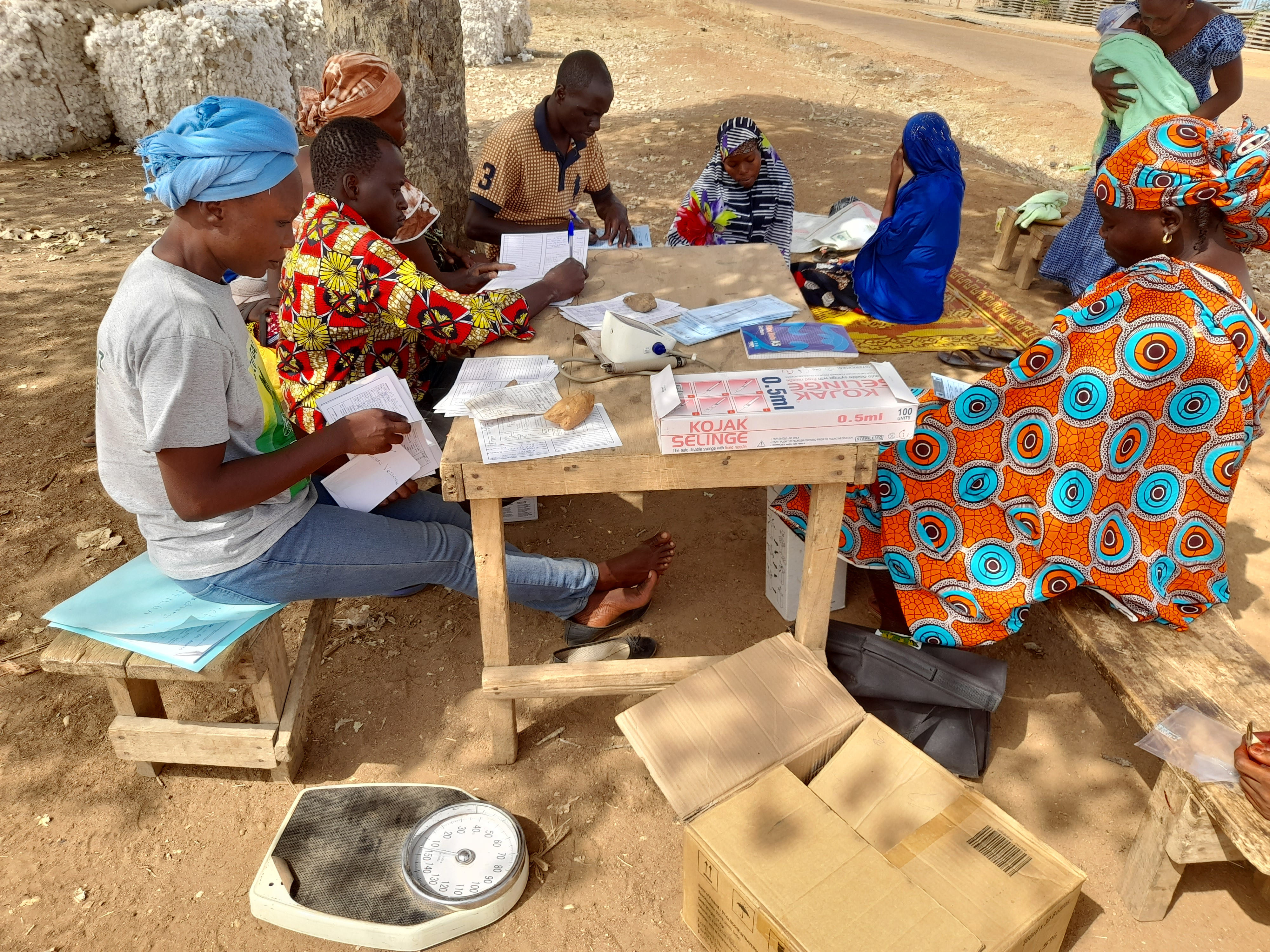
Медицинская консультация для беременных женщин и матерей малолетних детей в Камеруне

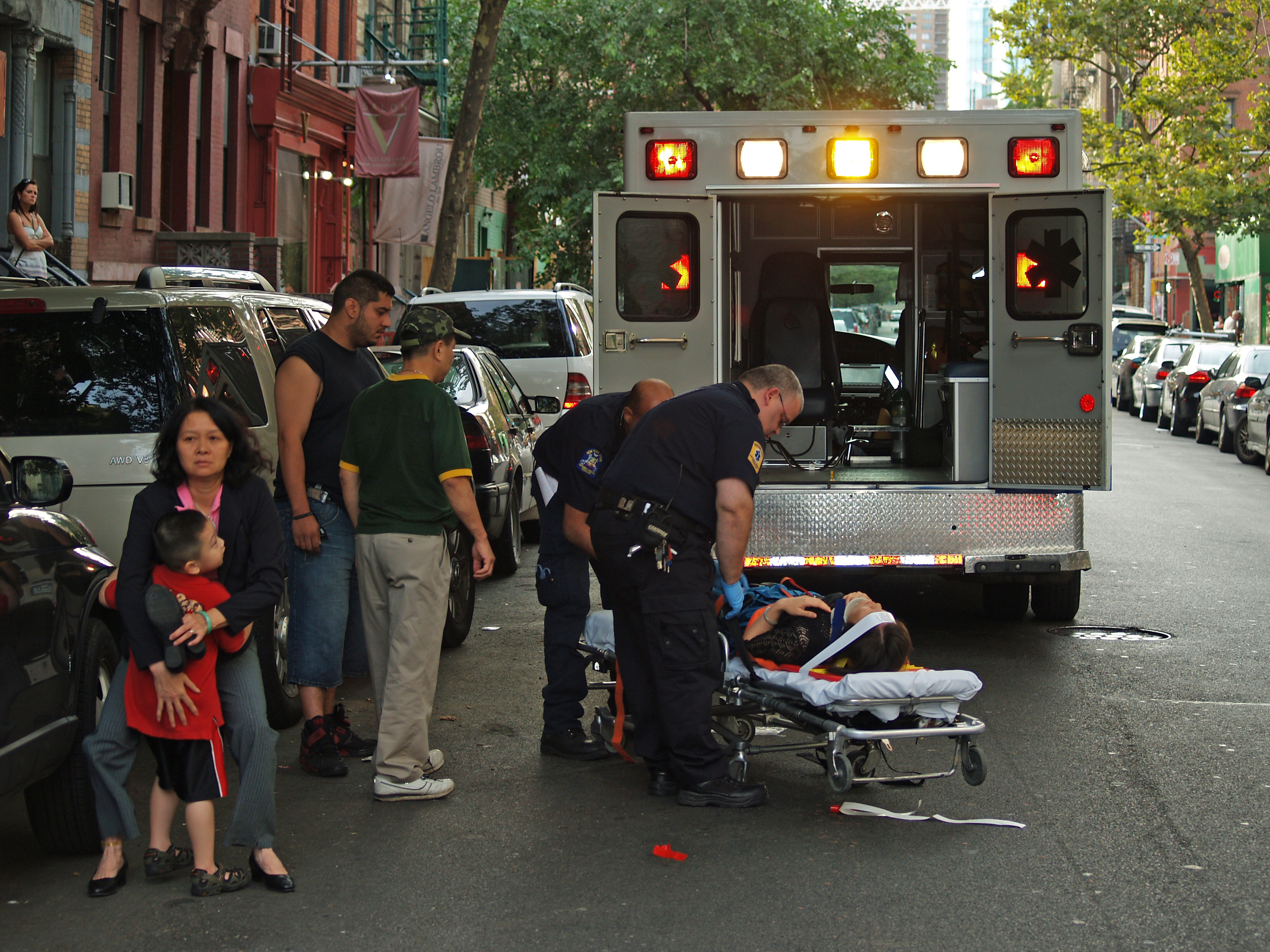
Парамедики скорой медицинской помощи в Нью-Йорке оказывают помощь женщине.

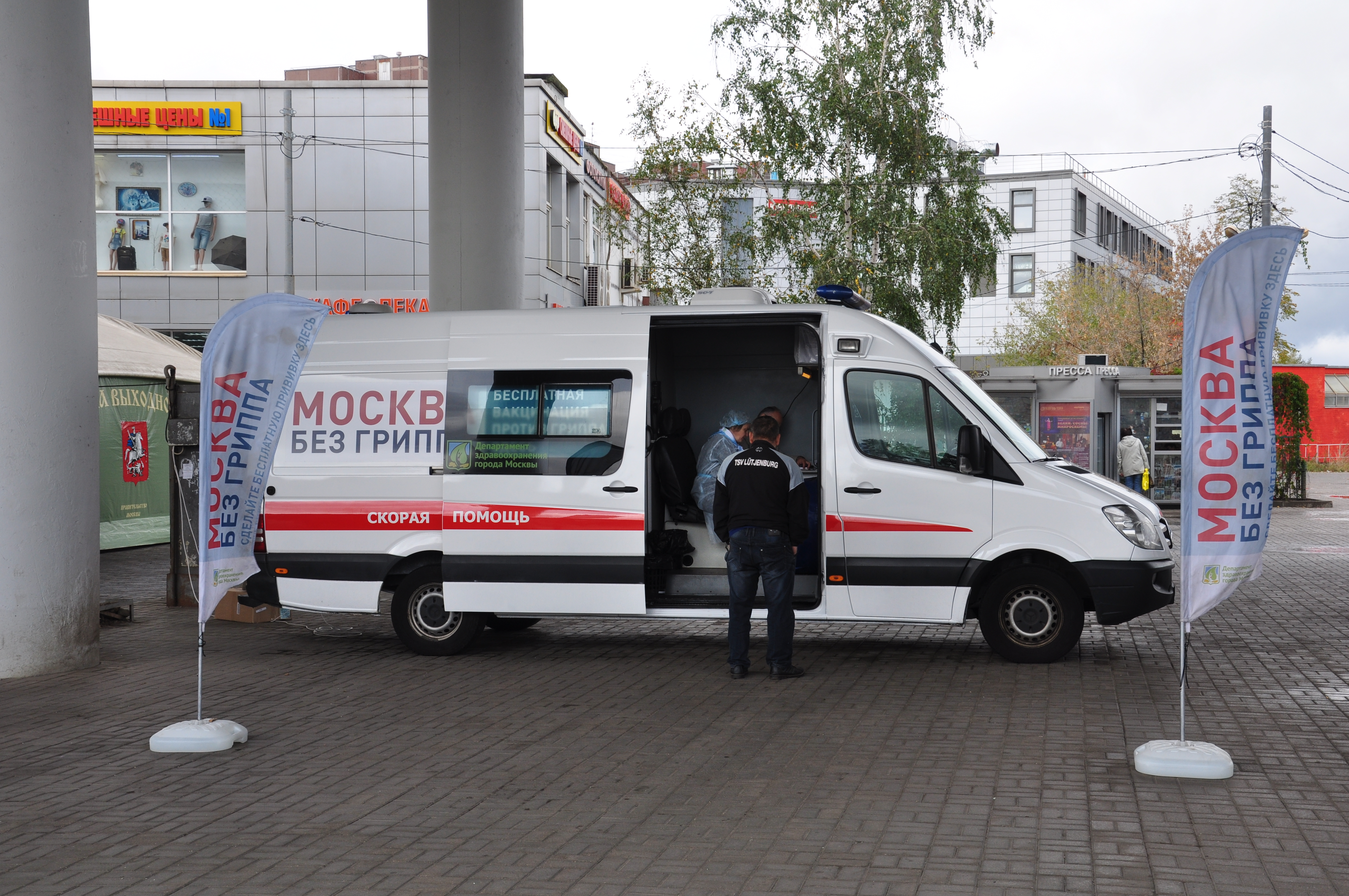
Вакцинация против гриппа в Москве

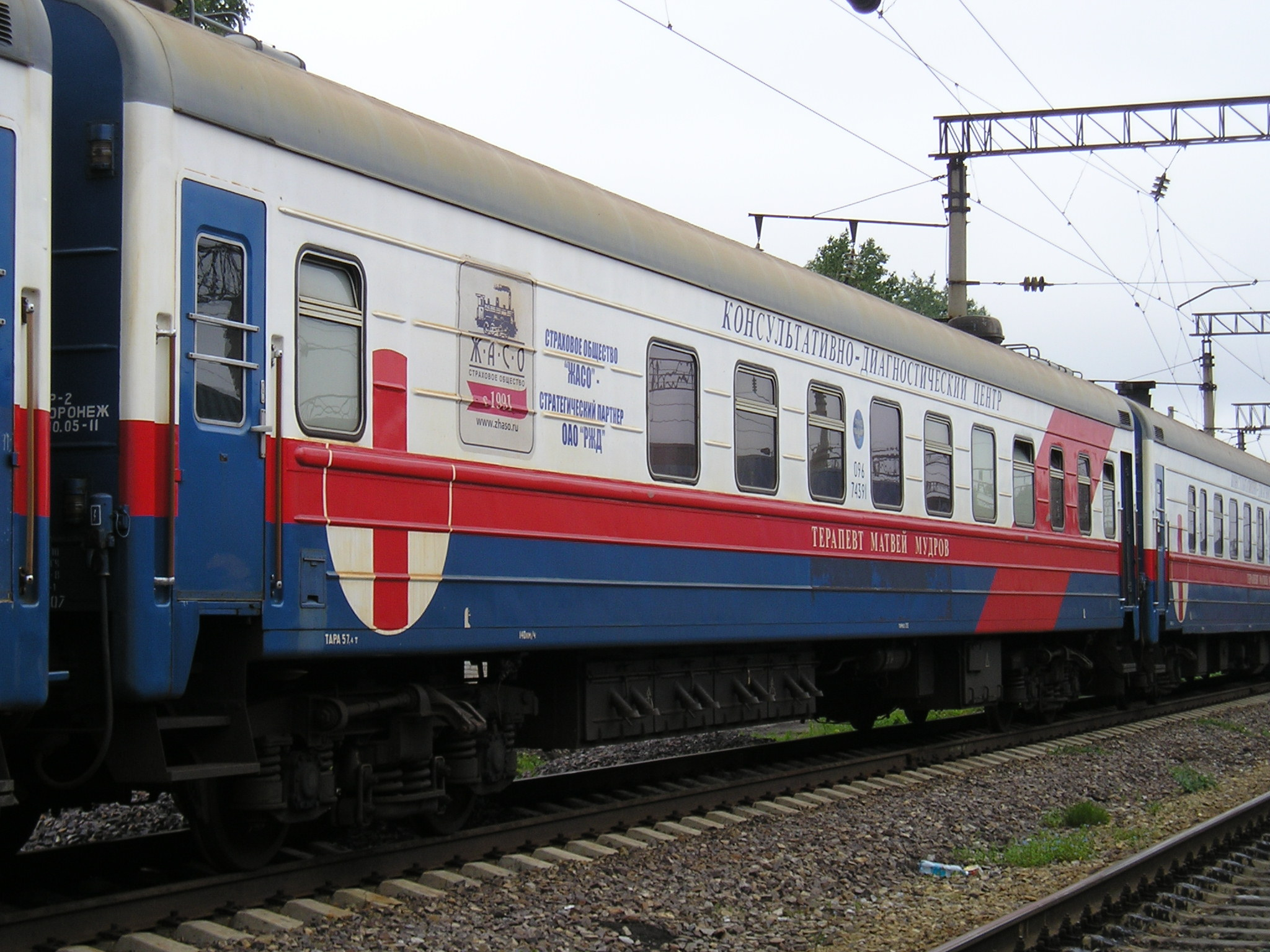
Вагон медицинского поезда «Терапевт Матвей Мудров» в Хабаровске

Здравоохране́ние — государственная отрасль, организующая и обеспечивающая охрану
здоровья населения.
Представляет собой совокупность мер политического, экономического, социального, правового, научного, медицинского, санитарно-гигиенического, противоэпидемического и культурного характера, направленных на сохранение и укрепление физического и психического здоровья каждого человека, поддержание здоровой жизни и предоставление медицинской помощи при ухудшении здоровья. Для этого создаются специальные социальные институты.
Системы здравоохранения — это организации, созданные для удовлетворения медицинских потребностей  целевых групп населения. По данным Всемирной организации здравоохранения (ВОЗ), для хорошо функционирующей системы здравоохранения необходим механизм финансирования, хорошо обученная и адекватно оплачиваемая рабочая сила, надёжная информация, на которой можно основывать решения и политику, а также ухоженные медицинские учреждения для доставки качественных лекарств и технологии.
Современная концепция организации системы здравоохранения предусматривает 3 уровня медицинской помощи, где каждый уровень решает свои задачи.
1-й уровень — первичная медико-санитарная помощь, ориентированная на первичный прием, профилактику и амбулаторное лечение.
2-й уровень — специализированная медицинская помощь, ориентированная на более сложные проблемы, зачастую требующие стационарного лечения.
3-й уровень — специализированная, в том числе высокотехнологичная, медицинская помощь. Это медицинская помощь, дающая эффект в наиболее сложных случаях, многие из которых ранее считались безнадежными.
Здравоохранение является неотъемлемым элементом международного развития. Эффективная система здравоохранения может внести значительный вклад в экономику страны, её развитие и индустриализацию. Здравоохранение традиционно считается важным фактором, определяющим общее физическое и психическое здоровье и благополучие людей во всем мире. Примером этого является всемирная ликвидация оспы в 1980 году, объявленная ВОЗ первой болезнью в истории человечества, которая была полностью устранена путём преднамеренных медицинских вмешательств.

## Наиболее частые причины смерти человека
Установление численности людей, которые ежегодно умирают, и причин их смерти является наряду с измерением воздействия болезней и травм на людей одним из наиболее важных способов оценить эффективность системы здравоохранения той или иной страны.
По данным Всемирной организации здравоохранения, из 56,9 млн случаев смерти во всём мире в 2016 году более половины (54 %) были вызваны следующими 10 причинами:
- Ишемическая болезнь сердца и инсульт, в общей сложности 15,2 миллиона;
- Хроническая обструктивная болезнь лёгких 3,0 миллиона;
- Рак лёгких (наряду с раком трахеи и бронхов) 1,7 миллиона;
- Диабет 1,6 миллиона;
- ДТП 1,4 миллиона;
- Диарея 1,4 миллиона;
- Туберкулёз 1,3 миллиона.

## Охват услугами здравоохранения
По данным ВОЗ минимум половина людей в мире не могут получать основные услуги здравоохранения.
Все государства-члены ООН согласились приложить усилия для достижения всеобщего охвата услугами здравоохранения к 2030 г. в рамках Целей в области устойчивого развития.

### Всеобщий охват услугами здравоохранения
Всеобщий охват услугами здравоохранения (ВОУЗ) — это получение необходимых медико-санитарных услуг, для всех людей и сообществ, не испытывая при этом финансовых трудностей. В услуги включают полный набор основных качественных медико-санитарных услуг — от укрепления здоровья до профилактики, лечения, реабилитации и паллиативной помощи.
В настоящее время все существующие системы здравоохранения сводятся к трем основным экономическим моделям:
- Предоставление медицинской помощи преимущественно на платной основе, за счет самого потребителя медицинских услуг, отсутствие единой системы государственного медицинского страхования. При этом существуют государственные программы медицинского страхования для пенсионеров и малоимущих граждан. Наиболее ярко эта модель представлена здравоохранением США, где основой здравоохранения является частный рынок медицинских услуг, дополняемый государственными программами медицинского обслуживания малоимущих (Medicaid) и пенсионеров (Medicare).
- Финансирование здравоохранения главным образом из государственного бюджета, за счет налогов, при этом население получает медицинскую помощь бесплатно (за исключением небольшого набора медицинских услуг). Медицинские услуги оказываются как государственными медицинскими учреждениями, так и частнопрактикующими врачами. Эта модель с 1948 года существует в Великобритании. Она существует также в Ирландии (с 1971 года), Дании (с 1973 года), Португалии (с 1979 года), Италии (с 1980 года), Греции (с 1983 года) и Испании (с 1986 года).
- Социально-страховая система, при которой роль государства существенна, но менее значима, чем в бюджетных системах. Существует обязательное медицинское страхование всего или почти всего населения страны при определенном участии государства в финансировании страховых фондов. Медицинские услуги оказывают учреждения различных форм собственности, но преобладают частные. Эта модель действует в ФРГ, Франции, Нидерландах, Австрии, Бельгии, Швейцарии, Канаде, Японии.